# 張紫音
張 紫音（ちょう しおん、1985年8月2日 - ）は、日本の元女子バレーボール選手。旧名は、張 芳赫（ちょう ほうかく）。

## 来歴
中国・天津市出身。友人の影響で、中学校2年生よりバレーボールを始める。高校は山口県の誠英高校にバレー留学で来日。同級生の井野亜季子らと共に春高バレー・インターハイ等に出場した。
嘉悦女子短大時代、2006年全日本インカレで準優勝し、ブロック賞を獲得した。
2007年、秋田国体の強化チームである、こまちレオニーノに入団。国体終了後、日立佐和リヴァーレに移籍。
2008年9月、シダルカ・ヌネス入団に伴い、Vリーグ登録選手を外れる。同年11月、チャレンジリーグのKUROBEアクアフェアリーズに期間移籍し、2009年5月、日立佐和リヴァーレに復帰。
2010年6月、NECレッドロケッツに移籍した。
2011V・サマーリーグでチームを12年ぶりの優勝へ導き、自身もMVPを受賞した。
2011年10月、日本国籍を取得し、名前が張紫音となったことを発表した。翌年3月、2011/12プレミアリーグにおいてサーブ効果率歴代1位となる19.6%をマークしサーブ賞を獲得した。
2013年、NECレッドロケッツを勇退。

## 所属チーム
- 誠英高等学校
- 嘉悦女子短期大学
- こまちレオニーノ（2007年）
- 日立佐和リヴァーレ（2007-2010年）
  - KUROBEアクアフェアリーズ (2008-2009年)
- NECレッドロケッツ（2010-2013年）

## 受賞歴
- 2009年 - 2008/09 チャレンジリーグ サーブ賞

- 2011年 - 2011V・サマーリーグ MVP
- 2012年 - 2011/12 プレミアリーグ サーブ賞、Vリーグ日本記録賞（サーブ部門）